# Seckach
Seckach ist eine Gemeinde im Neckar-Odenwald-Kreis im Norden des Landes Baden-Württemberg. Sie liegt im Übergangsbereich zwischen Odenwald und Bauland. Die heutige Gemeinde entstand 1972 durch den Zusammenschluss der früher selbstständigen Gemeinden Seckach, Großeicholzheim und Zimmern.
Sie gehört zur europäischen Metropolregion Rhein-Neckar (bis 20. Mai 2003 Region Unterer Neckar und bis 31. Dezember 2005 Region Rhein-Neckar-Odenwald).

## Geographie

### Lage
Die Gemeinde liegt am Übergang von Odenwald und Bauland zwischen Adelsheim und Buchen. Das Gemeindegebiet liegt im Naturpark Neckartal-Odenwald und wird von der namengebenden Seckach durchquert, einem Zufluss der Jagst.

### Gemeindegliederung
Zur Gemeinde Seckach gehören die ehemaligen Gemeinden Großeicholzheim und Zimmern.
- Zur ehemaligen Gemeinde Großeicholzheim gehören das Dorf Großeicholzheim und das Haus Hagemühle.
- Zur früheren Gemeinde Seckach gehören das Dorf Seckach und der Ort Jugenddorf Klinge. Zur ehemaligen Gemeinde Zimmern gehören das Dorf Zimmern, der Weiler Waidachshof und die Orte Bahnstation (Bundesbahn) Adelsheim Nord und Hammerhof.
- Im Gebiet der ehemaligen Gemeinde Zimmern liegen die Wüstungen Dürrenzimmern, Krawenwinkel, Schallberg und Unterzimmern.[2]

### Nachbargemeinden
Seckach grenzt (von Norden im Uhrzeigersinn) an die Gemeinden Buchen, Osterburken, Adelsheim, Schefflenz und Limbach. Alle Nachbargemeinden liegen ebenfalls im Neckar-Odenwald-Kreis.

## Geschichte
Seckach wurde erstmals 788 im Lorscher Codex erwähnt. Während der Zeit der Stammesherzogtümer lag der Ort im Herzogtum Franken. Das Kloster Seligental erwarb den Ort 1236. Nach dessen Auflösung kam Seckach 1568 an Kurmainz. Dort verblieb es, bis es 1803 aufgrund der Säkularisation im Rahmen des Reichsdeputationshauptschlusses an das Fürstentum Leiningen kam. Nach dessen Auflösung durch die Rheinbundakte nur drei Jahre später kam Seckach 1806 an das Großherzogtum Baden. Am 1. Januar 1972 vereinigte sich Seckach mit Großeicholzheim und Zimmern zur neuen Gemeinde Seckach.

### Ortsteile
Großeicholzheim
Bereits 775 wurde Großeicholzheim im Lorscher Codex erwähnt als „Heicholfesheim“. 1561 fiel der Ort an die Kurpfalz. Über das Fürstentum Leiningen kam auch Großeicholzheim 1806 an das Großherzogtum Baden.
Zimmern
Zimmern wurde 782 im Lorscher Codex zum ersten Mal erwähnt. Im Jahre 1236 kam Zimmern in den Besitz des Klosters Seligental. Es folgte im Weiteren dem geschichtlichen Schicksal von Seckach.

## Religionen
Während in Großeicholzheim in der ersten Hälfte des 16. Jahrhunderts die Reformation eingeführt wurde, blieben Seckach und Zimmern römisch-katholisch.

## Politik

### Gemeinderat

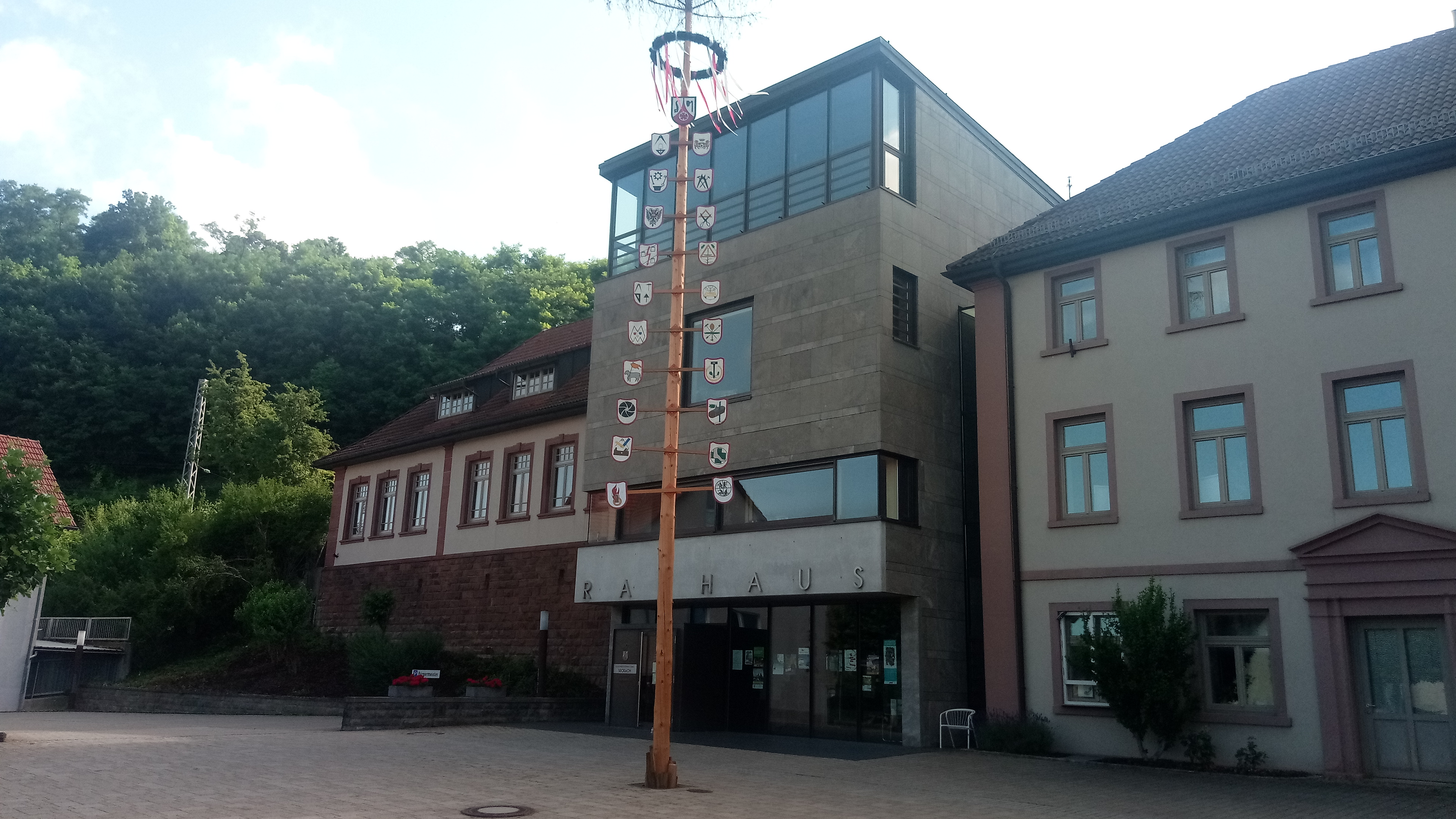
Rathaus Seckach

Der Gemeinderat hat normalerweise 14 ehrenamtliche Mitglieder, die für fünf Jahre gewählt werden. Die Zahl der Mitglieder kann sich durch Ausgleichssitze erhöhen (gesamt 2024: 14 Sitze; 2019: 15). Hinzu kommt der Bürgermeister als stimmberechtigter Gemeinderatsvorsitzender.
Dabei garantiert die Unechte Teilortswahl den Ortsteilen eine festgelegte Anzahl von Sitzen: Aus Seckach kommen mindestens sieben, aus Großeicholzheim mindestens vier, aus Zimmern mindestens drei Gemeinderäte.
Die Kommunalwahl am 9. Juni 2024 führte zu folgendem Ergebnis:
| Gemeinderat 2024                              | Gemeinderat 2024 | Gemeinderat 2024 | Gemeinderat 2024 | Gemeinderat 2024 |
| Partei / Liste                                | Stimmenanteil    | Sitze            | Ergebnis 2019    |                  |
| --------------------------------------------- | ---------------- | ---------------- | ---------------- | ---------------- |
| CDU                                           | 57,54 %          | 8                | 76,0 %, 11 Sitze |                  |
| Liste "Menschen.Ort.Heimat.Region.Engagement" | 17,45 %          | 3                | 0 %, 0 Sitze     |                  |
| AfD                                           | 16,67 %          | 2                | 4,6 %, 1 Sitz    |                  |
| Grüne Liste                                   | 8,34 %           | 1                | 0 %, 0 Sitze     |                  |
| Bürgerliste/SPD                               | 0 %              | 0                | 19,3 %, 3 Sitze  |                  |
| Wahlbeteiligung: 62,23 % (2019: 57,2 %)       |                  |                  |                  |                  |

### Bürgermeister
Seit 2002 ist Thomas Ludwig der Bürgermeister von Seckach. Er wurde am 11. März 2018 bei einer Wahlbeteiligung von 44,7 % Prozent mit 93,1 Prozent der abgegebenen gültigen Stimmen für die dritte Amtsperiode wiedergewählt.

### Wappen
In Silber (Weiß) eine eingebogene rote Spitze, belegt mit einem fünfspeichigen silbernen (weißen) Rad, begleitet vorn von einem schwarzen Steinbockshorn (Grind rechts), hinten von einem pfahlweis gestellten schwarzen Streitbeil. Die Wappenmotive weisen auf den früheren Ortsadel und die Territorialherrschaft vor 1803 hin: Das Steinbockshorn ist dem Wappen der Herren von Seckach, das Streitbeil dem Wappen der Herren von Stetten entnommen, während das fünfspeichige Rad an das Wappen der jüngeren Linie der Herren von Eicholzheim und mit der Tingierung an das Erzstift Mainz erinnern soll.

### Städtepartnerschaften
- Reichenbach/O.L.
- Gazzada Schianno, Italien

Es besteht seit 1988 eine Patenschaft zu den ehemaligen Bewohnern von Schüttwa/Böhmerwald (heute Šitboř) und deren Nachkommen.
Außerdem besteht eine Patenschaft für das Logistikbataillon 461 in Walldürn.

## Kultur und Sehenswürdigkeiten

### Steinkreuz
Die Begrenzung der „zweimal gebrochenen Weid“ des Klosters Seligental wurde durch Steinkreuze mit dem Symbol einer Schäferschippe im Kopfteil angezeigt. Von diesen Steinkreuzen standen in den 1930er-Jahren noch sechs Exemplare. Das letzte dieser Kreuze wurde vor dem Untergang gerettet, indem es bei der St.-Sebastian-Kirche in Seckach im Neckar-Odenwald-Kreis aufgestellt wurde.

### Kunst

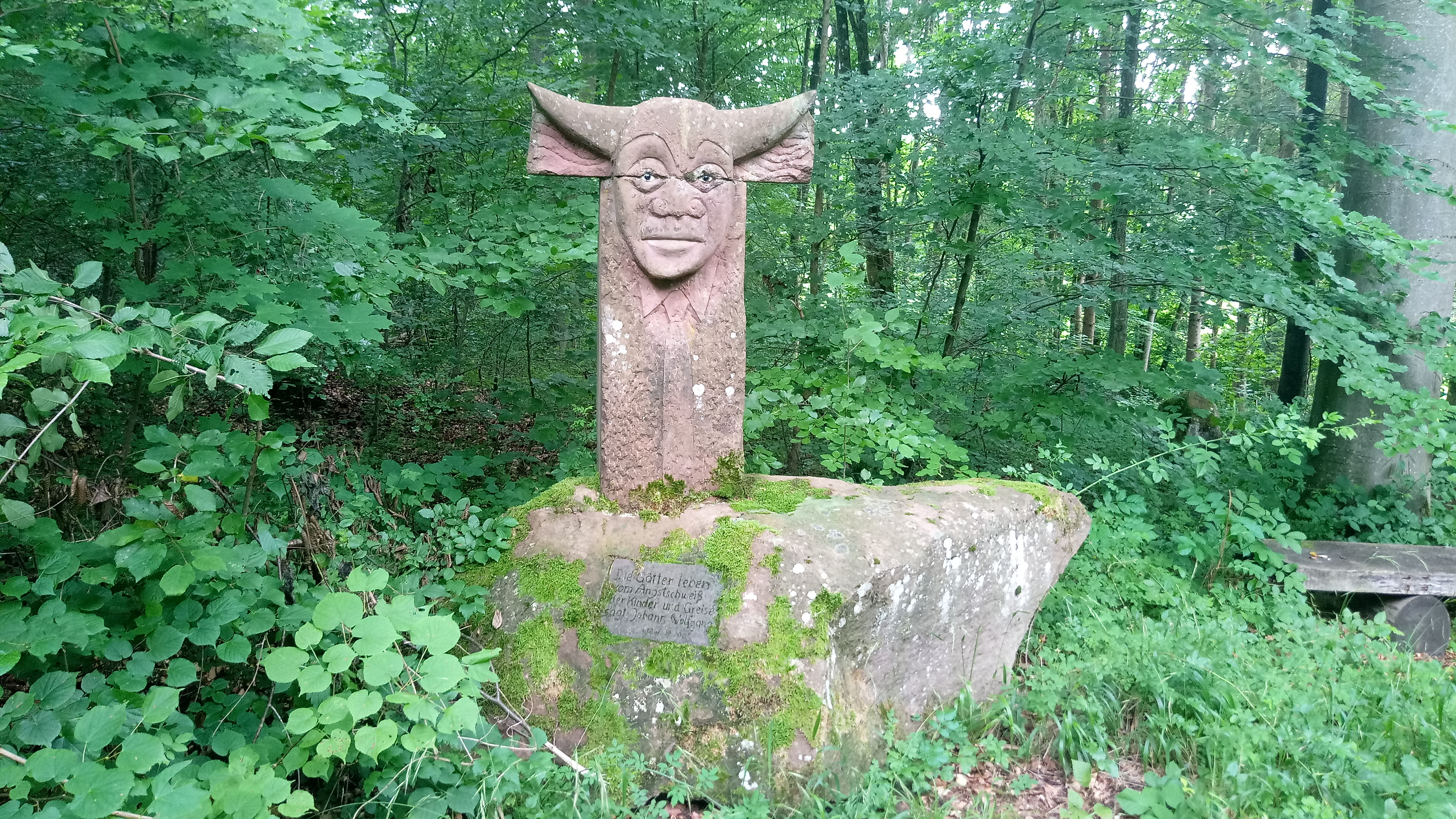
Skulptur im Skulpturenpark Seckach

- Seckach ist ein „Dorf der Skulpturen“, es gibt 7 Bronze-Skulpturen, 5 Sandstein-Skulpturen und 10 Beton-Skulpturen.
- Im Gemeindewald entsteht seit 1987 ein Skulpturenpark mit 82 Arbeiten in Sandstein, Beton oder Holz. Das Berliner Bildhauerehepaar Marianne und Paul August Wagner lädt seit 1987 befreundete Kollegen zu einem Bildhauertreffen ein. Die entstandenen Skulpturen verbleiben im Park. Die Gemeinde hat den Wald (ca. 2 ha) zur Verfügung gestellt und befestigte Wege angelegt. Teil des Skulpturenparks ist die „Arena des Wahnsinns“. Hier finden regelmäßig Freiluftkonzerte statt.
- Die Gemeinde Seckach ist Teil des Skulpturenradwegs
- Kulturzentrum Wasserschloss Großeicholzheim

### Sport und Freizeit

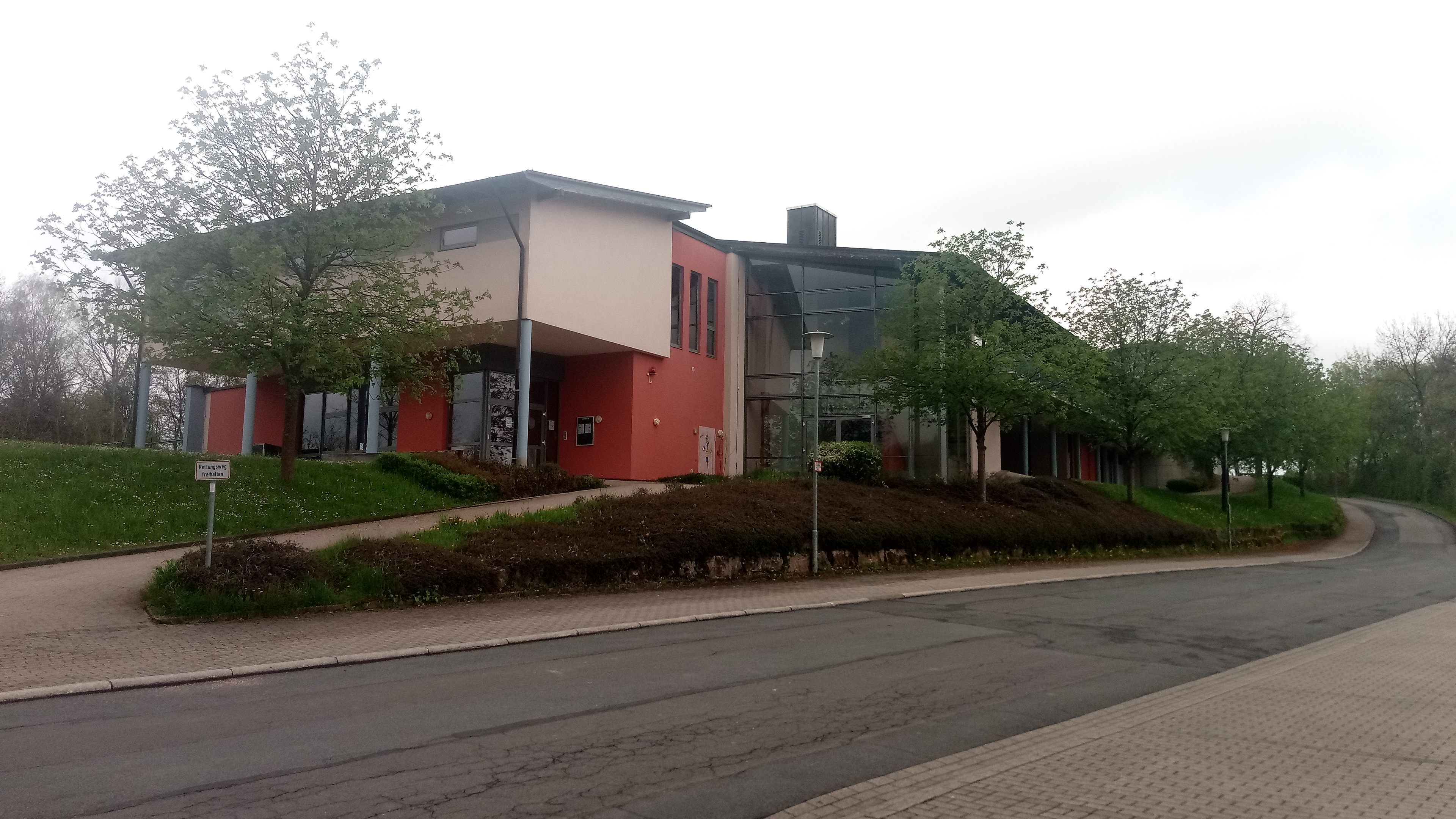
Hallenbad in Seckach

- mit dem SC Klinge Seckach kommt Ende des 20. Jahrhunderts ein recht erfolgreicher Frauenfußballverein aus der Gemeinde. Insgesamt spielte der Verein acht Jahre in der Frauen-Bundesliga.

## Wirtschaft und Infrastruktur
Zur Gemeinde (Gemarkung Seckach) gehört auch das Kinder- und Jugenddorf Klinge, das, 1946 in den Wirren der Nachkriegszeit von Pfarrer Heinrich Magnani gegründet, Kindern und Jugendlichen ohne Familie ein neues Zuhause bietet. Heute werden bis zu 180 Kinder und Jugendliche betreut, die in ihren Ursprungsfamilien nicht mehr bleiben können.

### Verkehr

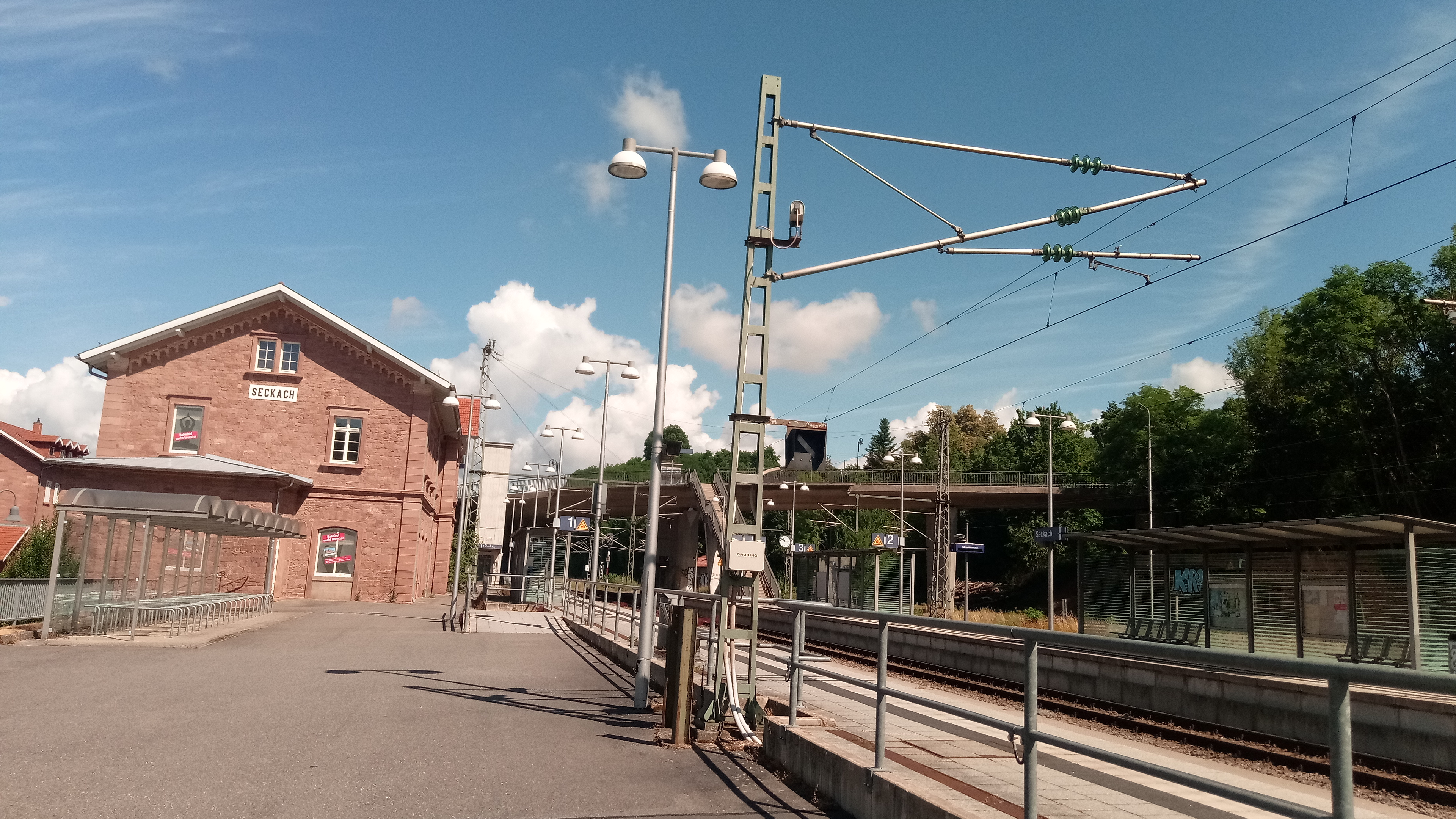
Bahnhof Seckach

Der Bahnhof Seckach sowie die Haltepunkte in Zimmern (Haltepunkt Zimmern (b. Seckach)) und Großeicholzheim (Haltepunkt Eicholzheim, auf Gemarkung Schefflenz) liegen an der Bahnstrecke Neckarelz–Osterburken. Sie werden stündlich von der Linie S1 der S-Bahn RheinNeckar bedient.
Am Bahnknotenpunkt Seckach besteht zudem eine Umsteigemöglichkeit zur Bahnstrecke Seckach–Miltenberg nach Miltenberg. Seckach ist in den Verkehrsverbund Rhein-Neckar eingebunden.
Durch eine Alltagsroute aus dem Radnetz Baden-Württemberg ist Seckach mit Buchen und in der anderen Richtung über den Ortsteil Zimmern und über Adelsheim mit Möckmühl verbunden.

### Bildungseinrichtungen

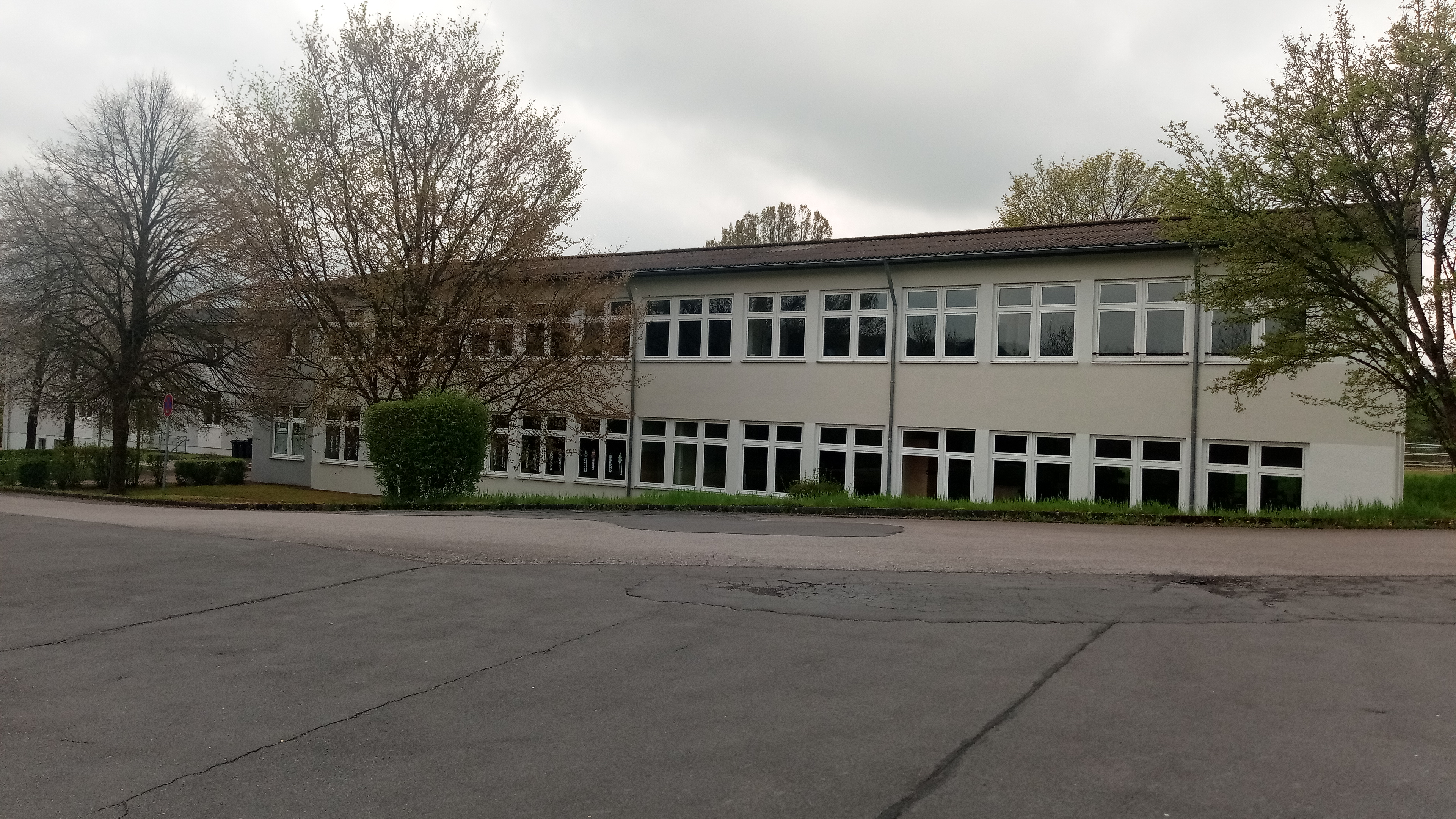
Grundschule in Seckach

- Grund- und  Werkrealschule Seckach
- Grundschule Großeicholzheim
- Private St-Bernhard-Schule im Jugenddorf Klinge (Sonderpädagogisches Bildungs- und Beratungszentrum im Förderschwerpunkt emotionale und soziale Entwicklung)
- Privater Schulkindergarten St. Theresia im Jugenddorf Klinge (Förderschwerpunkt emotionale und soziale Entwicklung)

## Persönlichkeiten

### Ehrenbürger
- 1974: Heinrich Magnani, Pfarrer, Geistlicher Rat (Gründer des Kinder- und Jugenddorfs Klinge)
- 1982: Georg W. Reinhard (Gründer der Maschinenfabrik Diedesheim und der Maschinenfabrik Seckach)
- 1995: Herbert Duffner, Pfarrer (ehemaliger Leiter des Kinder- und Jugenddorfs Klinge)
- 1999: Gebharda Frank, Schwester (Generaloberin der Ordensgemeinschaft der Franziskanerinnen in Gengenbach)
- 2002: Ekkehard Brand (Bürgermeister von 1978 bis 2002)